# Diana Vickers
Diana Vickers (født 30. juli 1991) er en engelsk sangerinde.